# Tyrese Maxey
Tyrese Maxey (Dallas, Texas, 2000. november 4. –) amerikai profi kosárlabdázó, a National Basketball Associationben (NBA) szereplő Philadelphia 76ers csapatában játszik. Korábban a Kentucky Wildcats egyetemi csapatában kosárlabdázott.
A texasi Dallasban született Tyrese Maxey a South Garland High School dobóhátvédje volt, és 2018-ban vezetésével a csapat története során először kijutott az állami tornára. Már tizedik osztályban öt csillagos tehetségként tartották számon, és fontolgatta, hogy korábban befejezi a középiskolát, hogy a Kentucky Wildcats csapatához csatlakozzon, de végül maradt a South Garlandnál. Végzős évében McDonald’s All-American lett, valamint elnyerte a Texas Mr. Basketball címet.

## Statisztikák
A Basketball Reference adatai alapján.

### Egyetem
| Év      | Csapat           | JM | KM | JP/M | MG%  | 3P%  | BD%  | LP/M | GP/M | L/M | B/M | P/M  |
| ------- | ---------------- | -- | -- | ---- | ---- | ---- | ---- | ---- | ---- | --- | --- | ---- |
| 2019–20 | Kentucky Egyetem | 31 | 28 | 34,5 | .427 | .292 | .833 | 4,3  | 3,2  | 0,9 | 0,4 | 14,0 |
| Karrier | Karrier          | 31 | 28 | 34,5 | .427 | .292 | .833 | 4,3  | 3,2  | 0,9 | 0,4 | 14,0 |

### NBA

#### Alapszakasz
| Év        | Csapat             | JM  | KM  | JP/M | MG%  | 3P%  | BD%   | LP/M | GP/M | L/M | B/M | P/M  |
| --------- | ------------------ | --- | --- | ---- | ---- | ---- | ----- | ---- | ---- | --- | --- | ---- |
| 2020–2021 | Philadelphia 76ers | 61  | 8   | 15,3 | .462 | .301 | .871  | 1,7  | 2,0  | 0,4 | 0,2 | 8,0  |
| 2021–2022 | Philadelphia 76ers | 75  | 74  | 35,3 | .485 | .427 | .866  | 3,2  | 4,3  | 0,7 | 0,4 | 17,5 |
| 2022–2023 | Philadelphia 76ers | 60  | 41  | 33,6 | .481 | .434 | .845  | 2,9  | 3,5  | 0,8 | 0,1 | 20,3 |
| 2023–2024 | Philadelphia 76ers | 70  | 70  | 37,5 | .450 | .373 | .868  | 3,7  | 6,2  | 1,0 | 0,5 | 25,9 |
| Karrier   | Karrier            | 266 | 193 | 30,9 | .468 | .396 | .862  | 2,9  | 4,1  | 0,7 | 0,3 | 18,2 |
| All Star  | All Star           | 1   | 0   | 17,0 | .600 | .500 | 1.000 | 3,0  | 3,0  | 0,0 | 0,0 | 10,0 |

#### Play-in
| Év      | Csapat             | JM | KM | JP/M | MG%  | 3P%  | BD%   | LP/M | GP/M | L/M | B/M | P/M  |
| ------- | ------------------ | -- | -- | ---- | ---- | ---- | ----- | ---- | ---- | --- | --- | ---- |
| 2024    | Philadelphia 76ers | 1  | 1  | 44,0 | .375 | .167 | 1.000 | 3,0  | 6,0  | 0,0 | 0,0 | 19,0 |
| Karrier | Karrier            | 1  | 1  | 44,0 | .375 | .167 | 1.000 | 3,0  | 6,0  | 0,0 | 0,0 | 19,0 |

#### Rájátszás
| Év      | Csapat             | JM | KM | JP/M | MG%  | 3P%  | BD%  | LP/M | GP/M | L/M | B/M | P/M  |
| ------- | ------------------ | -- | -- | ---- | ---- | ---- | ---- | ---- | ---- | --- | --- | ---- |
| 2021    | Philadelphia 76ers | 12 | 0  | 13,0 | .439 | .333 | .636 | 1,8  | 1,3  | 0,3 | 0,5 | 6,3  |
| 2022    | Philadelphia 76ers | 12 | 12 | 40,4 | .484 | .377 | .940 | 3,5  | 3,9  | 0,8 | 0,2 | 20,8 |
| 2023    | Philadelphia 76ers | 11 | 11 | 38,5 | .427 | .400 | .903 | 4,8  | 2,3  | 1,4 | 0,5 | 20,5 |
| 2024    | Philadelphia 76ers | 6  | 6  | 44,6 | .478 | .400 | .893 | 5,2  | 6,8  | 0,8 | 0,3 | 29,8 |
| Karrier | Karrier            | 41 | 29 | 32,5 | .458 | .389 | .870 | 3,6  | 3,1  | 0,8 | 0,4 | 17,8 |

## Fordítás
Ez a szócikk részben vagy egészben  a   Tyrese Maxey című angol Wikipédia-szócikk ezen változatának fordításán alapul.  Az eredeti cikk szerkesztőit annak laptörténete sorolja fel. Ez a jelzés csupán a megfogalmazás eredetét és a szerzői jogokat jelzi, nem szolgál a cikkben szereplő információk forrásmegjelöléseként.